# David Tavaré
David Tavaré (* 20. Dezember 1984 in Pollença, Mallorca, Spanien) ist ein spanischer Popsänger. Europaweit bekannt wurde er 2006 mit seiner Debütsingle Summerlove.

## Leben und Wirken
Tavaré wurde als Sohn eines bekannten spanischen Gitarrenspielers geboren und wuchs auf den Balearen auf. Unter der Anleitung von David Bustamante, dem Finalisten der Castingshow Operación Triunfo, entwickelte er seine Stimme.
2006 nahm er unter dem Titel Summerlove seine Debütsingle auf, die von dem spanischen Starproduzenten Luis Rodriguez sowie Martin Neumayer und DJ Maurice produziert wurde. Über den Sommer entwickelte sie sich zunächst zum Hit in den Clubs der Mittelmeeranrainerstaaten. In Spanien wurde es im August zur Nummer 1 der Hitparade und im Herbst 2006 erreichte sie schließlich auch die deutschen Charts.

## Diskografie
Singles

| Jahr | Titel                                    | Höchstplatzierung, Gesamtwochen, AuszeichnungChartplatzierungen (Jahr, Titel, Platzierungen, Wochen, Auszeichnungen, Anmerkungen) | Höchstplatzierung, Gesamtwochen, AuszeichnungChartplatzierungen (Jahr, Titel, Platzierungen, Wochen, Auszeichnungen, Anmerkungen) | Anmerkungen                                                        |
| Jahr | Titel                                    | ES | DE | Anmerkungen                                                        |
| ---- | ---------------------------------------- | --- | --- | ------------------------------------------------------------------ |
| 2006 | Summerlove                               | ES1 (5 Wo.)ES | DE42 (7 Wo.)DE | Erstveröffentlichung: 8. August 2006 feat. U-Gene                  |
| 2007 | Hot Summer Night (Oh La La La)           | ES2 (13 Wo.)ES | — | Erstveröffentlichung: 15. Juni 2007 feat. 2 Eivissa                |
| 2008 | Centerfold                               | ES4 (10 Wo.)ES | — | Erstveröffentlichung: 12. Februar 2008 feat. Nina                  |
| 2009 | Call Me Baby (If You Don’t Know My Name) | ES33 (5 Wo.)ES | — | Erstveröffentlichung: 1. August 2009 feat. Ruth                    |
| 2009 | Victory - Olé, Olé, Olé                  | ES20 (4 Wo.)ES | — | Erstveröffentlichung: 5. April 2009 Kiko Rivera feat. David Tavaré |